# Kovács Jenő (politikus, 1948)
Kovács Jenő László (Budapest, 1948. augusztus 25. – 2021. április 7. (k.n.)) magyar üzletember, politikus, országgyűlési képviselő.

## Életpályája

### Iskolái
Általános és középiskolai tanulmányait Pécsen végezte el. 1966-ban érettségizett a Nagy Lajos Gimnáziumban. 1967–1971 között a Marx Károly Közgazdaságtudományi Egyetem nemzetközi kapcsolatok szakán tanult.

### Pályafutása
1993-tól a G and A Consulting elnöke volt. 1994–1997 között a Hungarocamion Rt. igazgatóságának elnöke volt. 1997-től a Kovács Alapítvány kuratóriumának elnöke volt. 1998–2000 között a Trend-Prognózis Rt. igazgatóságának elnöke volt.

### Politikai pályafutása
1971–1974 között a KISZ KB nemzetközi kapcsolatok osztályának munkatársa volt. 1974–1977 között a Demokratikus Ifjúsági Világszövetség (DIVSZ) alelnöke volt. 1974–1989 között az MSZMP tagja volt. 1977–1984 között a KISZ KB titkára volt. 1984–1988 között az MSZMP KB Párt- és Tömegszervezetek Osztálya helyettes vezetője volt. 1988–1989 között az MSZMP KB Pártpolitikai Osztálya helyettes vezetője volt. 1989-ben az MSZMP KB Pártpolitikai Osztálya vezetője, az MSZMP KB tagja, titkára, az MSZMP Politikai Intéző Bizottsága (PIB) tagja volt. 1989–1990 között az MSZMP elnökségének tagja volt. 1990–1991 között az Emberi jogi, kisebbségi és vallásügyi bizottság tagja volt. 1990–1992 között országgyűlési képviselő volt. 1990–1992 között az IPU magyar csoportjának VB tagja volt. 1991–1992 között a Nemzetbiztonsági bizottság tagja volt.

## Családja
Szülei: Kovács Jenő és Sziklai Erzsébet voltak. Felesége, Ágotai Judit volt. Két gyermeke született: Gábor (1980) és Andrea (1987).